# David Raya
Artikeln följer den spanska namnseden; faderns efternamn är Raya och moderns efternamn Martín.
David Raya Martín, född 15 september 1995, är en spansk fotbollsmålvakt som spelar för Arsenal.

## Karriär
Den 6 juli 2019 värvades Raya till Brentford, han skrev på ett fyraårskontrakt med klubben. I oktober 2020 förlängde han sitt kontrakt med klubben, även denna gång med ett fyraårskontrakt.
Den 15 augusti 2023 lånades Raya ut till Arsenal på ett låneavtal över säsongen 2023/2024. Den 4 juli 2024 blev han klar för en permanent övergång till klubben och skrev på ett långtidskontrakt.

## Övrigt
David Raya är en Real Madrid-supporter.

## Meriter

### Spanien
- Europamästerskapet i fotboll 2024[3]
- Uefa Nations League A 2022/2023[4]

### Individuellt
- Premier League Golden Glove: 2023/2024, 2024/2025 (delad)[5]